# Njoatsosvágge

Njoatsosvágge, enligt tidigare ortografi Njåtjosvagge, är en dalgång i södra delen av Sareks nationalpark. Den sträcker sig från gränsen till Padjelanta och ned till låglandet strax norr om Kvikkjokk. Passhöjden ligger på cirka 1 000 meter. I sina västra delar är Njoatsosvágge lättvandrad men i de låglänta delarna måste den anses svårvandrad på grund av videbestånd, sankmarker och blockterräng. Södra delen av dalen löper samman med Tjuoltavagge.

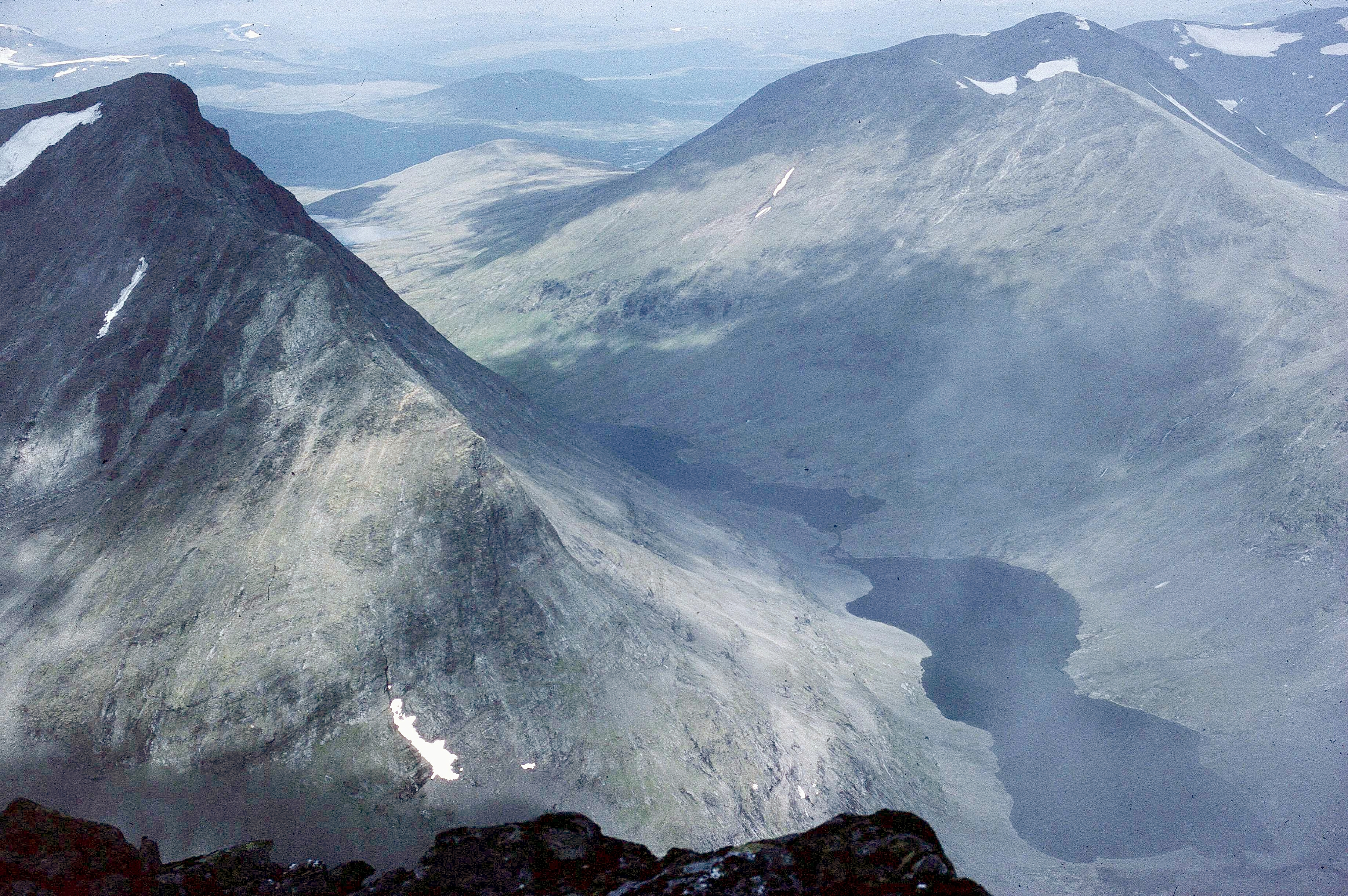
Övre Njoatsosvágge sedd från Tsatsa i riktning mot Padjelanta. Vassjapakte till vänster
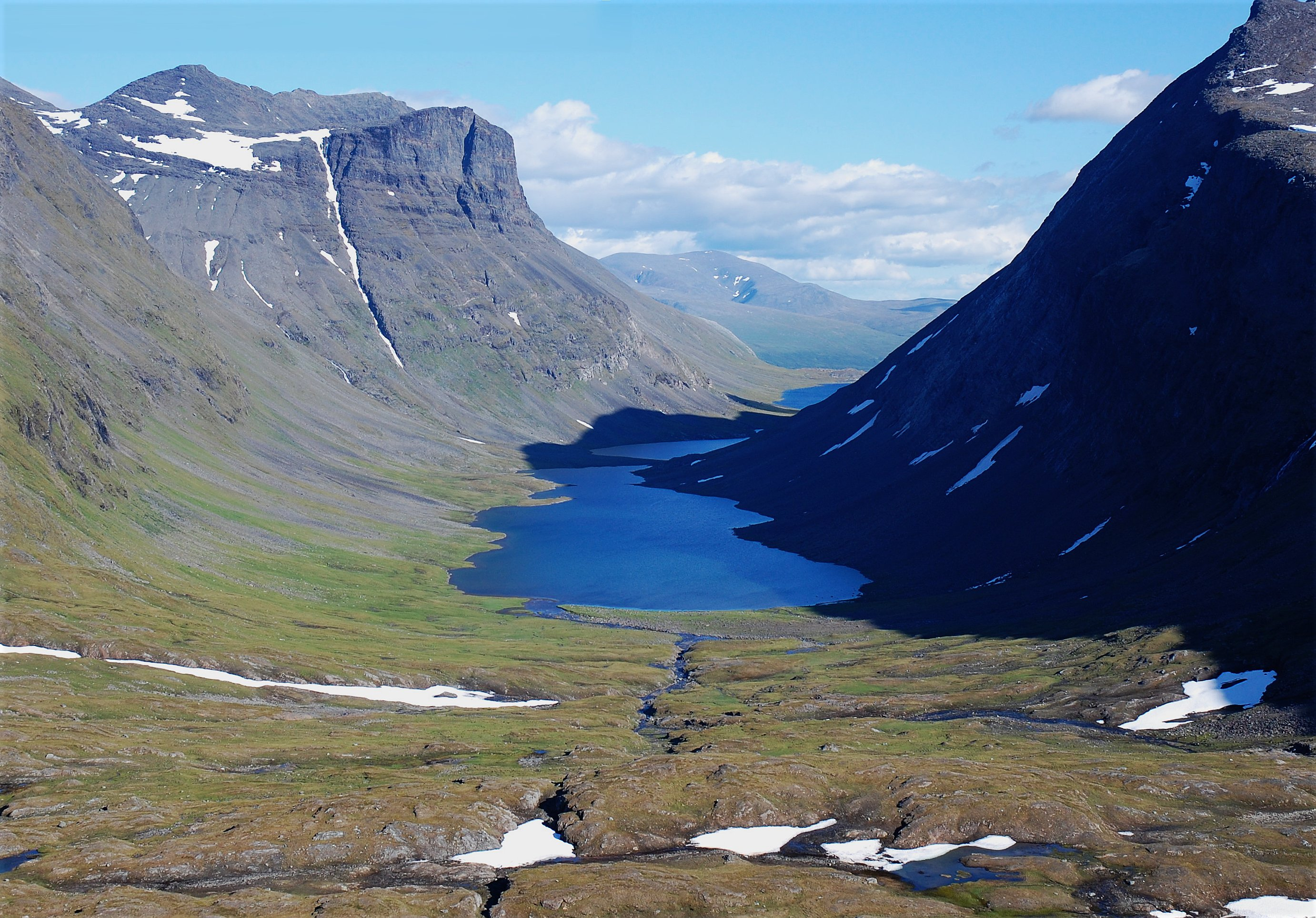
Övre Njoatsosvágge från väster. Vassjapakte till höger